# Boris Makojev
Boris Makojev (Makoty) (* 22. ledna 1993 Čikola) je ruský zápasník–volnostylař osetské (digorské) národnosti, který od roku 2017 reprezentuje Slovensko

## Sportovní kariéra
Zápasení se věnoval od útlého dětství pod vedením svého otce Achsara v rodné Čikole. V širším výběru ruské reprezentace se pohyboval od roku 2013 ve váze do 74 kg. V roce 2016 přijal nabídku trenéra slovenské reprezentace Rodiona Kertantyho reprezentovat Slovensko. Připravuje se střídavě v rodné Čikole, Vladikavkazu a na Slovensku v Košicích.

## Výsledky
| Turnaj             | 2017 | 2018 | 2019 |
| Turnaj             | 24   | 25   | 26   |
| Turnaj             | -86  | -86  | -86  |
| ------------------ | ---- | ---- | ---- |
| Olympijské hry     |      |      |      |
| Mistrovství světa  | 2.   | 8.   | úč.  |
| Evropské hry       |      |      | —    |
| Mistrovství Evropy | úč.  | úč.  | úč.  |